# Tommy Aršansky
Tommy Arshansky (hebrejsky טומי ארשנסקי‎; *26. září 1991 Moskva, Sovětský svaz), původním jménem Arťom Aršanskij (rusky Артём Аршанский), je reprezentantem Izraele v judu.

## Sportovní kariéra
S rodinou emigroval z Ruska do Izraele v 90. letech a v deseti letech začal s judem. V roce 2012 si postupem do druhého kola na mistrovství Evropy zajistil účast na olympijské hry v Londýně. Na první nepostupové místo odsunul českého reprezentanta Pavla Petřikova ml., který vypadl v kole prvním. V prvním kole olympijské turnaje na praporky rozhodčích porazil Nizozemce Moorena, ale ve druhém nestačil na japonského favorita Hiraoku.

## Výsledky
| Turnaj             | 2007 | 2008 | 2009 | 2010 | 2011 | 2012 | 2013 |
| ------------------ | ---- | ---- | ---- | ---- | ---- | ---- | ---- |
| Olympijské hry     | -    | dns  | -    | -    | -    | úč.  | -    |
| Mistrovství světa  | dns  | -    | dns  | dns  | úč.  | -    | úč.  |
| Mistrovství Evropy | dns  | dns  | dns  | dns  | úč.  | úč.  | 3.   |
| MS juniorů         | -    | dns  | úč.  | dns  | -    | -    | -    |
| ME juniorů         | dns  | dns  | dns  | 7.   | -    | -    | -    |
| ME kadetů          | 1.   | -    | -    | -    | -    | -    | -    |